# Corythucha fuscigera
Corythucha fuscigera är en insektsart som först beskrevs av Carl Stål 1862.  Corythucha fuscigera ingår i släktet Corythucha och familjen nätskinnbaggar. Inga underarter finns listade i Catalogue of Life.